# Fiódor Fiódorovitx Màrtens
Fiódor Fiódorovitx Màrtens, rus: Фёдор Фёдорович Мартенс (27 d'agost del 1845, Pärnu - 20 de juny del 1909) fou un diplomàtic rus i jurista que realitzà importants contribucions a la disciplina del dret internacional. Representà Rússia a les Conferències de la Haia de 1899 i 1907, i participà en els primers casos d'arbitratge internacional, notablement en el diferent entre França i el Regne Unit sobre Terranova. Com a acadèmic, és molt conegut per ésser l'editor dels tractats internacionals signats per Rússia (1874-1909), obra en 15 volums.

## Biografia

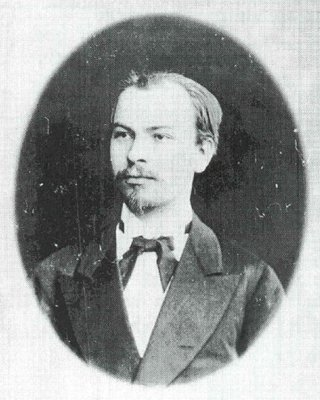
Friedrich Martens, 1878

Nascut de pares alemanys a Pärnu (Pernau), a Estònia, aleshores part de l'Imperi Rus, Màrtens fou criat i educat com a germanoparlant. Va perdre sos pares quan tenia nou anys, i l'enviaren a un orfenat luterà a Sant Petersburg, on complementaria els seus estudis de batxillerat el 1863. Un cop realitzats els estudis, entrà a la Facultat de Dret de la Universitat de Sant Petersburg. El 1868 començà a treballar al Ministeri d'Afers Externs Rus. El 1871 es convertí en professor de dret internacional a la Universitat de Sant Petersburg, i el 1872 professor de dret públic a l'Escola Imperial de Lleis i al Liceu Imperial Tsar Alexandre II. El 1874 fou seleccionat com a assessor legal d'Aleksandr Gortxakov, aleshores canceller imperial.
El seu llibre, La propietat privada a la guerra, va aparèixer el 1869. Uns anys més tard, el 1873, publicà L'ofici del Cònsol i la jurisdicció consular a l'Orient, el qual fou traduït a l'alemany i publicat a Berlín. Aquests estudis foren els primers d'una sèrie d'estudis que el farien guanyar el reconeixement mundial, bo i convertint-lo en l'acadèmic principal de l'escola russa de dret internacional del segle xix.
Sens dubte, la seva obra principal seria el Recueil des traités et conventions conclus par la Russie avec les puissances étrangères (Recull de tractats i convencions conclosos entre Rússia i les potències estrangeres). Aquesta col·lecció, publicada en edició bilingüe russofrancès, conté no només el text dels tractats, sinó també valuoses introduccions que n'assenyalen les condicions diplomàtiques en les quals aquests instruments foren negociats i signats. Aquestes introduccions foren preparades després d'un estudi minució dels documents generats al voltant dels tractats, els quals es conserven a l'arxiu imperial rus.
De les seves obres, és molt conegut el seu llibre Dret internacional de les nacions civilitzades, que fou escrit originàriament en rus, tot i que una edició alemanya va aparèixer el 1884-1885 i una edició francesa el 1887-1888. A més d'aquestes obres que refrenden el seu coneixement de la doctrina, són també coneguts els seus estudis de cas:
- Rússia i Anglaterra a l'Àsia central (1879)
- Els conflictes russos a la Xina (1881)
- La qüestió egípcia (1882)
- La conferència africana de Berlín i la política colonial dels Estats moderns (1887)

Màrtens tingué un paper important en les negociacions entre Rússia i el Japó, bo i participant activament a la pau de Portsmouth (agost del 1905), això va preparar el camí per a la convenció russojaponesa del 1906. A més a més, fou un dels principals juristes que assentaren les bases del dret establert a les Conferències de la Haia de 1899 i 1907. Ell fou un dels representants del govern rus en ambdues conferències; en la del 1907 fou president de la quarta comissió -qüestions de dret marítim. La visita a les corts europees l'hivern de 1906-1907 serví de preparatiu per al programa de la conferència. Fou jutge del suprem tribunal de preses rus, establert per conèixer certs litigis durant la guerra russojaponesa.
Va rebre graus honoraris de la Universitat d'Oxford, de la Universitat de Cambridge, d'Edimburg i de Yale. També fou un dels nominats al Premi Nobel de la Pau el 1902. L'abril del 1907 dirigí una carta al diari The Times sobre la seva posició sobre la Duma acabada d'escollir, on argumentava que el millor remei per als mals de Rússia era la dissolució d'aquesta assemblea i l'elecció d'una altra mitjançant una votació restringida.
Va morir de causa natural el juny del 1909.

## Comissions arbitrals
Màrtens participà en nombroses comissions arbitrals, com per exemple:
- El cas entre Mèxic i els Estats Units pel Fons Piatós de les Califòrnies el 1901 -el primer que es presentà al Tribunal Permanent d'Arbitratge a La Haia. El Fons Piatós de les Califòrnies fou creat per a l'evangelització i colonització de Califòrnia per la companyia de Jesús, i dotat econòmicament i patrimonial pel marquè de Villapuente de la Peña, la marquesa de les Torres de Rada i la Duquessa de Béjar i Gandía.
- La disputa de fronteres entre Veneçuela i el Regne Unit per la Guaiana Essequiba el 1897.
- La disputa entre França i el Regne Unit per Terranova el 1891.